# Démographie de la république de l'Altaï
La population de la république de l'Altaï s'établissait à 210 769 habitants au 1er janvier 2023 sur la base des dernières statistiques officielles du service fédéral des statistiques de l'État russe. En ne prenant pas en compte les territoires annexés en 2022 en Ukraine mais en tenant compte de la Crimée, elle est le 5e sujet russe le moins peuplé de la Fédération, avec l'oblast autonome juif en-dessous et la Kalmoukie au-dessus.
La population a atteint un sommet historique de 220 181 habitants au 1er janvier 2020, juste avant la pandémie. Contrairement à la plupart des sujets russes, la population n'a pas connu un déclin démographique juste après la dislocation de l’Union soviétique. Seules les années 2002, 2021, 2022 et 2023 ont été marquées par un déclin démographique, à cause d'un ralentissement de la natalité et une augmentation de la mortalité, combinés à une émigration vers d'autres régions de la Russie.
En 2023, la république de l'Altaï avait un accroissement naturel d'à peine 0,2 %, en chute libre depuis 2010, où il était alors de 10,9 %, son plus haut pic depuis 1985. Son taux de natalité était de 13,1 ‰, tandis que son taux de mortalité était de 12,9 ‰. Alors que le premier continue de diminuer, le second augmente avec le vieillissement de la population. En effet, la république de l'Altaï est en train de finir sa transition démographique, alors qu'une grande majorité de la Russie l'a terminée il y a plus de 50 ans, à cause de son développement tardif, où la majorité de la population était encore nomade il y a un siècle.
La république de l'Altaï fait partie des sujets russes ethniquement différents, avec une importante minorité venant d'autres ethnies. Les Russes restent cependant majoritaires, avec 50,38 % en 2021, suivis des Altaïens, les descendants des Oïrats, avec 34,72 %. Viennent ensuite les Kazakhs de l'Altaï, avec 6 %, qui sont majoritaires dans le raïon de Koch-Agatch. Les 6 % restants viennent de plus de 100 ethnies différentes ainsi que de ceux qui n'ont pas déclaré leurs ethnies au dernier recensement.
La densité de population de la république est de 2,27 habitants par km², 73e région par densité sur 85, soit l'une des plus faibles. En 2023, seules 6 localités dépassaient les 5 000 habitants, dont 2 dépassant les 10 000. Ce sont, du plus peuplé au moins peuplé : Gorno-Altaïsk ; Maïma ; Koch-Agatch ; Tourotchak ; Ongoudaï et Chebalino.

## Évolution de la population

### Taux
| 1970* | 1975 | 1980 | 1985 | 1990 | 1995 | 2000 | 2003 |
| ----- | ---- | ---- | ---- | ---- | ---- | ---- | ---- |
| 19.3  | 22.8 | 21.8 | 23   | 19.3 | 14.3 | 14.3 | 16,7 |

| 2004 | 2005 | 2006 | 2007 | 2008 | 2009 | 2010* | 2011 |
| ---- | ---- | ---- | ---- | ---- | ---- | ----- | ---- |
| 17,4 | 17,3 | 16,8 | 20,1 | 21,8 | 20,8 | 20,5  | 22,7 |

| 2012 | 2013 | 2014 | 2015 | 2016 | 2017 | 2018 | 2019 |
| ---- | ---- | ---- | ---- | ---- | ---- | ---- | ---- |
| 22,4 | 21,1 | 20,7 | 18,8 | 18,0 | 15,8 | 15,3 | 13,6 |

| 2020 | 2021* | - | - | - | - | - | - |
| ---- | ----- | - | - | - | - | - | - |
| 13,3 | 13,1  | - | - | - | - | - | - |

| 1970* | 1975 | 1980 | 1985 | 1990 | 1995 | 2000 | 2003 |
| ----- | ---- | ---- | ---- | ---- | ---- | ---- | ---- |
| 8.9   | 10,3 | 11,8 | 11,3 | 10,9 | 13,2 | 14.3 | 15,6 |

| 2004 | 2005 | 2006 | 2007 | 2008 | 2009 | 2010* | 2011 |
| ---- | ---- | ---- | ---- | ---- | ---- | ----- | ---- |
| 14,9 | 15,7 | 14,1 | 12,7 | 12,5 | 12,2 | 12,2  | 12,2 |

| 2012 | 2013 | 2014 | 2015 | 2016 | 2017 | 2018 | 2019 |
| ---- | ---- | ---- | ---- | ---- | ---- | ---- | ---- |
| 11,5 | 11,3 | 11,1 | 10,9 | 9,9  | 9,7  | 10,1 | 10,1 |

| 2020 | 2021* | - | - | - | - | - | - |
| ---- | ----- | - | - | - | - | - | - |
| 11,3 | 12,9  | - | - | - | - | - | - |

| 1970* | 1975 | 1980 | 1985 | 1990 | 1995 | 2000 | 2003 |
| ----- | ---- | ---- | ---- | ---- | ---- | ---- | ---- |
| 10.4  | 12,5 | 10   | 11,7 | 8,4  | 1,1  | 1,3  | 1,1  |

| 2004 | 2005 | 2006 | 2007 | 2008 | 2009 | 2010* | 2011 |
| ---- | ---- | ---- | ---- | ---- | ---- | ----- | ---- |
| 2,5  | 1,6  | 2,7  | 7,4  | 9,3  | 8,6  | 8,3   | 10,6 |

| 2012 | 2013 | 2014 | 2015 | 2016 | 2017 | 2018 | 2019 |
| ---- | ---- | ---- | ---- | ---- | ---- | ---- | ---- |
| 10,9 | 9,7  | 9,6  | 7,8  | 8,1  | 6,1  | 5,2  | 3,5  |

| 2020 | 2021* | - | - | - | - | - | - |
| ---- | ----- | - | - | - | - | - | - |
| 2,0  | 0,2   | - | - | - | - | - | - |

| 1990  | 1995  | 2000  | 2003  | 2004  | 2005  | 2006  | 2007  |
| ----- | ----- | ----- | ----- | ----- | ----- | ----- | ----- |
| 64,35 | 61,04 | 62,83 | 60,04 | 61,12 | 60,38 | 62,42 | 64,25 |

| 2008  | 2009  | 2010* | 2011  | 2012  | 2013  | 2014  | 2015  |
| ----- | ----- | ----- | ----- | ----- | ----- | ----- | ----- |
| 65,02 | 65,67 | 65,68 | 65,40 | 66,80 | 67,34 | 67,76 | 68,44 |

| 2016  | 2017  | 2018  | 2019  | 2020  | 2021* | 2022  | - |
| ----- | ----- | ----- | ----- | ----- | ----- | ----- | - |
| 70,13 | 71,15 | 70,59 | 70,29 | 69,15 | 67,86 | 68,55 | - |

### Population
Recensements (*) ou estimations de la population,,:
| 1763  | 1797  | 1816  | 1832   | 1859   | 1880   | 1897*  | 1916   |
| ----- | ----- | ----- | ------ | ------ | ------ | ------ | ------ |
| 3 300 | 4 500 | 7 200 | 12 800 | 20 100 | 28 300 | 41 983 | 65 148 |

| 1920*  | 1926*  | 1933    | 1939*   | 1959*   | 1970*   | 1979*   | 1989*   |
| ------ | ------ | ------- | ------- | ------- | ------- | ------- | ------- |
| 86 673 | 99 672 | 106 055 | 162 260 | 157 161 | 168 261 | 172 040 | 190 831 |

| 2002*   | 2010*   | 2012    | 2013    | 2014    | 2015    | 2016    | 2017    |
| ------- | ------- | ------- | ------- | ------- | ------- | ------- | ------- |
| 202 947 | 206 168 | 208 425 | 210 344 | 211 645 | 213 703 | 215 161 | 217 007 |

| 2018    | 2019    | 2020    | 2021*   | 2023    | - | - | - |
| ------- | ------- | ------- | ------- | ------- | - | - | - |
| 218 063 | 218 866 | 220 181 | 210 924 | 210 769 | - | - | - |

## Pyramide des âges
Pyramide des âges au 1er janvier 2023 :
| Hommes | Classe d’âge | Femmes |
| ------ | ------------ | ------ |
| 102    | 90 et +      | 422    |
| 232    | 85-89        | 856    |
| 533    | 80-84        | 1 480  |
| 731    | 75-79        | 1 622  |
| 2 537  | 70-74        | 4 307  |
| 4 386  | 65-69        | 6 235  |
| 5 535  | 60-64        | 7 226  |
| 4 914  | 55-59        | 5 970  |
| 5 248  | 50-54        | 6 314  |
| 6 494  | 45-49        | 7 555  |
| 7 397  | 40-44        | 8 133  |
| 8 414  | 35-39        | 9 008  |
| 6 183  | 30-34        | 6 563  |
| 5 842  | 25-29        | 6 050  |
| 5 768  | 20-24        | 5 875  |
| 7 705  | 15-19        | 7 645  |
| 10 391 | 10-14        | 10 161 |
| 9 646  | 5-9          | 9 129  |
| 7 338  | 0-4          | 6 822  |

## Composition ethnique et culturelle

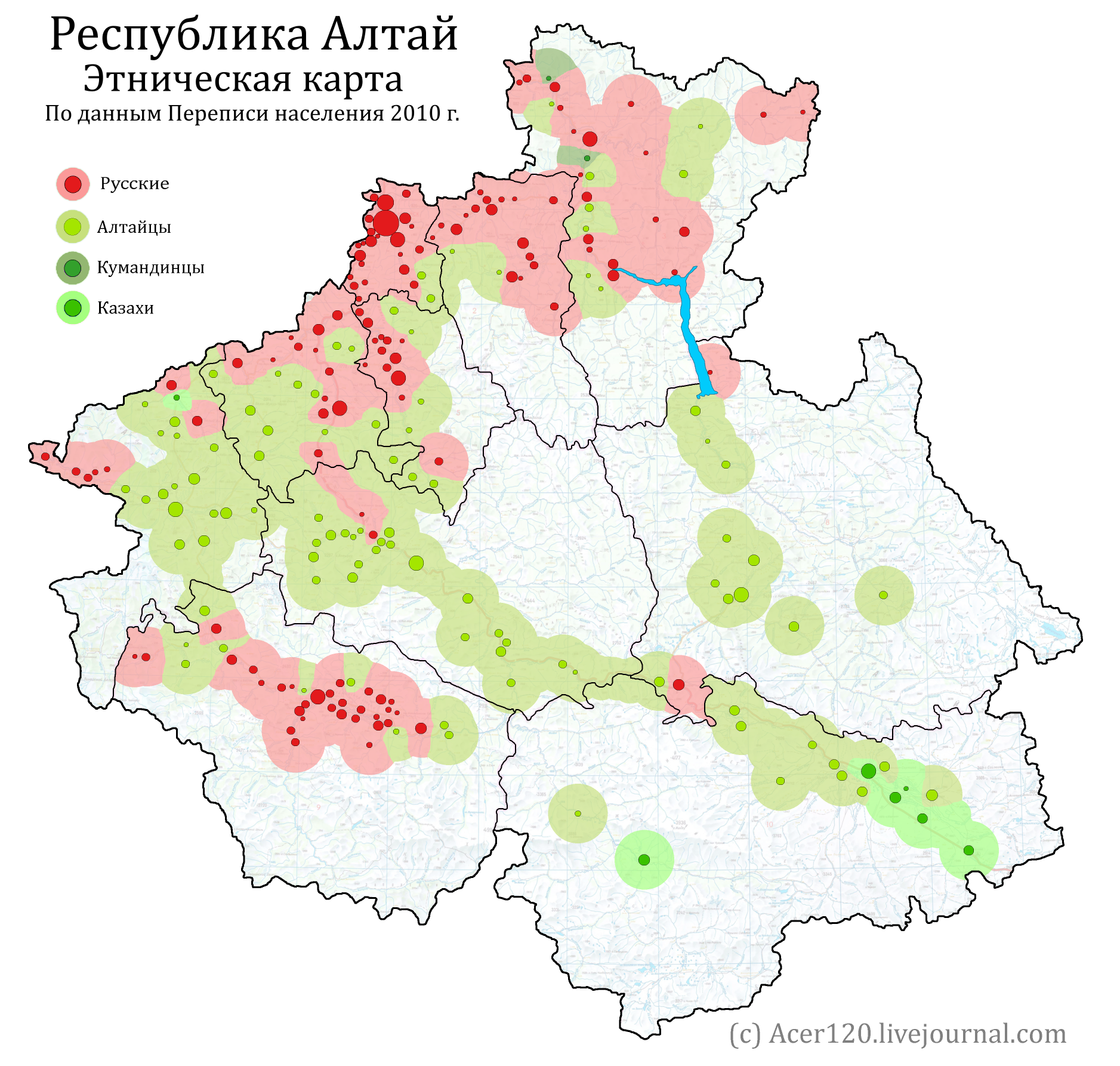
Carte des ethnies majoritaires par localité, 2010.

La république de l'Altaï est un sujet pluriethnique avec environ une centaine de groupes ethniques. Les principaux groupes ethniques sont les Russes, qui sont majoritaires et les Altaïens.
Le groupe ethnique le plus nombreux est les Russes, selon le recensement de 2021, ils seraient 106 258 soit 50,38 % de la population totale. Dans le recensement ont été compris parmi les Russes quelques minorités dont les vieux-croyants, considérés comme une ethnie partielle. Puis viennent les Altaïens avec 73 242 personnes, soit 34,72 % de la population. Dans ce groupe ont été comprises de nombreuses ethnies apparentées dont les Chors de l'Altaï, les Téléoutes, les Télenguites, les Toubalars et les Tchelkanes. En troisième position se trouvent les Kazakhs, vivant en grande majorité dans le raïon de Koch-Agatch dans le sud de la république. En 2021, ils étaient 12 647 personnes, soit environ 6 % de la population de la république.
Les proportions des différentes ethnies ont énormément évolué depuis le début du XXe siècle. Alors qu'en 1897, lors du premier recensement de l'Empire russe, il y avait 69,1 % de la population qui était altaïenne, ils n'étaient plus que 24,2 % en 1939. Depuis cette date, la proportion d'Altaïens est en constante augmentation, bien que le taux d'évolution reste faible. A contrario, il y avait 7,1 % de Russes, alors qu'ils devenaient majoritaires en 1926, avec 52 %, et atteignaient leur pic en 1939 avec 70,4 %. Depuis, leur part recule, avec plus de la moitié de la population russe en 2021. Quant aux Kazakhs, ils étaient 2,7 % en 1897, restant stables jusqu'en 2010 avec là aussi 2,7 %. Mais cette dernière décennie, leur part a considérablement augmenté avec l'émigration de Kazakhs dans le raïon de Koch-Agatch.

### Principales ethnies
| Principales ethnies par recensement | Principales ethnies par recensement | Principales ethnies par recensement | Principales ethnies par recensement | Principales ethnies par recensement | Principales ethnies par recensement | Principales ethnies par recensement | Principales ethnies par recensement | Principales ethnies par recensement | Principales ethnies par recensement | Principales ethnies par recensement | Principales ethnies par recensement | Principales ethnies par recensement | Principales ethnies par recensement | Principales ethnies par recensement | Principales ethnies par recensement | Principales ethnies par recensement | Principales ethnies par recensement | Principales ethnies par recensement | Principales ethnies par recensement | Principales ethnies par recensement |
| Ethnie                              | 1897                                | 1897                                | 1926                                | 1926                                | 1939                                | 1939                                | 1959                                | 1959                                | 1970                                | 1970                                | 1979                                | 1979                                | 1989                                | 1989                                | 2002                                | 2002                                | 20104                               | 20104                               | 2021                                | 2021                                |
| Ethnie                              | Pop                                 | %                                   | Pop                                 | %                                   | Pop                                 | %                                   | Pop                                 | %                                   | Pop                                 | %                                   | Pop                                 | %                                   | Pop                                 | %                                   | Pop                                 | %                                   | Pop                                 | %                                   | Pop                                 | %                                   |
| ----------------------------------- | ----------------------------------- | ----------------------------------- | ----------------------------------- | ----------------------------------- | ----------------------------------- | ----------------------------------- | ----------------------------------- | ----------------------------------- | ----------------------------------- | ----------------------------------- | ----------------------------------- | ----------------------------------- | ----------------------------------- | ----------------------------------- | ----------------------------------- | ----------------------------------- | ----------------------------------- | ----------------------------------- | ----------------------------------- | ----------------------------------- |
| Altaïens                            | //                                  | 69,1 %                              | 42,2131                             | 42,4 %                              | 39,285                              | 24,2 %                              | 38,019                              | 24,2 %                              | 46,750                              | 27,8 %                              | 50,203                              | 29,2 %                              | 59,130                              | 31,0 %                              | 68,0272                             | 33,6 %                              | 69,9633                             | 34,5 %                              | 73 2425                             | 34,72 %                             |
| Russes                              | //                                  | 7,1 %                               | 51,813                              | 52,0 %                              | 114,209                             | 70,4 %                              | 109,661                             | 69,8 %                              | 110,442                             | 65,6 %                              | 108,795                             | 63,2 %                              | 115,188                             | 60,4 %                              | 116,510                             | 57,5 %                              | 114,802                             | 56,6 %                              | 106 258                             | 50,38 %                             |
| Kazakhs                             | //                                  | 2,7 %                               | 2,326                               | 2,3 %                               | 4,280                               | 2,6 %                               | 4,745                               | 3,0 %                               | 7,170                               | 4,3 %                               | 8,677                               | 5,0 %                               | 10,692                              | 5,6 %                               | 12,108                              | 6,0 %                               | 12,524                              | 6,2 %                               | 12 647                              | 6 %                                 |
| Autres                              | //                                  | 20,1 %                              | 3,309                               | 3,3 %                               | 4,405                               | 2,7 %                               | 4,736                               | 3,0 %                               | 3,899                               | 2,3 %                               | 4,365                               | 2,5 %                               | 5,821                               | 3,1 %                               | 5,914                               | 2,9 %                               | 5,447                               | 2,7 %                               | 18 7776                             | 8,9 %                               |

1. dont 3 414 Télenguites, 1 384 Koumandines et 344 Téléoutes
2. dont 2 368 Télenguites, 1 533 Toubalars, 931 Koumandines, 830 Tchelkanes, 141 Chors et 32 Téléoutes
3. dont 3 648 Télenguites, 1 891 Toubalars, 1 062 Koumandines, 1 113 Tchelkanes et 87 Chors
4. 3 432 personnes n'ont pu déclarer leur ethnie
5. dont 2 587 Télenguites, 4 424 Toubalars et 1 170 Tchelkanes
6. dont 13036 qui n'ont pas déclaré leur ethnie

### Liste détaillée
| Liste détaillée des ethnies depuis 1959          | Liste détaillée des ethnies depuis 1959          | Liste détaillée des ethnies depuis 1959 | Liste détaillée des ethnies depuis 1959 | Liste détaillée des ethnies depuis 1959 | Liste détaillée des ethnies depuis 1959 | Liste détaillée des ethnies depuis 1959 | Liste détaillée des ethnies depuis 1959 | Liste détaillée des ethnies depuis 1959 | Liste détaillée des ethnies depuis 1959 | Liste détaillée des ethnies depuis 1959  | Liste détaillée des ethnies depuis 1959 | Liste détaillée des ethnies depuis 1959 | Liste détaillée des ethnies depuis 1959  | Liste détaillée des ethnies depuis 1959 | Liste détaillée des ethnies depuis 1959 | Liste détaillée des ethnies depuis 1959  |
| Ethnie                                           | Ethnie                                           | 1959                                    | %                                       | 1979                                    | %                                       | 1989                                    | %                                       | 2002                                    | % dutotal                               | En % de la pop. ayant indiqué son ethnie | 2010 pers.                              | % dutotal                               | En % de la pop. ayant indiqué son ethnie | 2021                                    | % dutotal                               | En % de la pop. ayant indiqué son ethnie |
| ------------------------------------------------ | ------------------------------------------------ | --------------------------------------- | --------------------------------------- | --------------------------------------- | --------------------------------------- | --------------------------------------- | --------------------------------------- | --------------------------------------- | --------------------------------------- | ---------------------------------------- | --------------------------------------- | --------------------------------------- | ---------------------------------------- | --------------------------------------- | --------------------------------------- | ---------------------------------------- |
| Total                                            | Total                                            | 157161                                  | 100.00%                                 | 172040                                  | 100.00%                                 | 190831                                  | 100.00%                                 | 202947                                  | 100.00%                                 |                                          | 206168                                  | 100.00%                                 |                                          | 210 924                                 |                                         |                                          |
| Russes                                           | Russes                                           | 109661                                  | 69,78 %                                 | 108795                                  | 63,24%                                  | 115188                                  | 60,36 %                                 | 116510                                  | 57,41 %                                 | 57,52 %                                  | 114802                                  | 55,68%                                  | 56,63%                                   | 106 258                                 | 50,38 %                                 |                                          |
| Altaïens(dont Télenguites,Toubalars ,Tchelkans ) | Altaïens(dont Télenguites,Toubalars ,Tchelkans ) | 38019                                   | 24,19 %                                 | 50203                                   | 29,18%                                  | 59130                                   | 30,99 %                                 | 66923                                   | 32,98 %                                 | 33,04 %                                  | 68814                                   | 33,37%                                  | 33,94 %                                  | 73 242                                  | 34,72 %                                 |                                          |
|                                                  | * Télenguites                                    | Inclus aux Altaïens                     | Inclus aux Altaïens                     | Inclus aux Altaïens                     | Inclus aux Altaïens                     | Inclus aux Altaïens                     | Inclus aux Altaïens                     | 2368                                    | 1,17 %                                  | 1,17 %                                   | 3648                                    | 1,77 %                                  | 1,80 %                                   | 2 587                                   |                                         |                                          |
| * Toubalars                                      | 1533                                             | Inclus aux Altaïens                     | Inclus aux Altaïens                     | Inclus aux Altaïens                     | Inclus aux Altaïens                     | Inclus aux Altaïens                     | Inclus aux Altaïens                     | 0,76 %                                  | 0,76 %                                  | 1891                                     | 0,92 %                                  | 0,93 %                                  | 3 424                                    |                                         |                                         |                                          |
| * Tchelkans                                      | 830                                              | Inclus aux Altaïens                     | Inclus aux Altaïens                     | Inclus aux Altaïens                     | Inclus aux Altaïens                     | Inclus aux Altaïens                     | Inclus aux Altaïens                     | 0,41 %                                  | 0,41 %                                  | 1113                                     | 0,54 %                                  | 0,55 %                                  | 1 170                                    |                                         |                                         |                                          |
| Kazakhs                                          | Kazakhs                                          | 4745                                    | 3,02 %                                  | 8677                                    | 5,04 %                                  | 10692                                   | 5,60 %                                  | 12108                                   | 5,97 %                                  | 5,98 %                                   | 12524                                   | 6,07 %                                  | 6,18%                                    | 12 647                                  | 6 %                                     |                                          |
| Koumandines                                      | Koumandines                                      | Inclus aux Altaïens                     | Inclus aux Altaïens                     | Inclus aux Altaïens                     | Inclus aux Altaïens                     | Inclus aux Altaïens                     | Inclus aux Altaïens                     | 931                                     | 0,46 %                                  | 0,46 %                                   | 1062                                    | 0,52 %                                  | 0,52 %                                   | 1 037                                   |                                         |                                          |
| Ukrainiens                                       | Ukrainiens                                       | 1462                                    | 0,93 %                                  | 1305                                    | 0,76 %                                  | 1714                                    | 0,90 %                                  | 1437                                    | 0,71 %                                  | 0,71 %                                   | 1010                                    | 0,49 %                                  | 0,50 %                                   | 446                                     |                                         |                                          |
| Allemands                                        | Allemands                                        | 1113                                    | 0,71 %                                  | 720                                     | 0,42 %                                  | 830                                     | 0,43 %                                  | 903                                     | 0,44 %                                  | 0,45 %                                   | 700                                     | 0,34 %                                  | 0,35 %                                   | 425                                     |                                         |                                          |
| Arméniens                                        | Arméniens                                        | 24                                      | 0,02 %                                  | 68                                      | 0,04 %                                  | 174                                     | 0,09 %                                  | 493                                     | 0,24 %                                  | 0,24 %                                   | 528                                     | 0,26 %                                  | 0,26 %                                   | 496                                     |                                         |                                          |
| Tatars                                           | Tatars                                           | 236                                     | 0,15 %                                  | 334                                     | 0,19 %                                  | 388                                     | 0,20 %                                  | 460                                     | 0,23 %                                  | 0,23 %                                   | 414                                     | 0,20 %                                  | 0,20 %                                   | 317                                     |                                         |                                          |
| Azerbaïdjanais                                   | Azerbaïdjanais                                   |                                         |                                         | 50                                      | 0,03 %                                  | 169                                     | 0,09 %                                  | 266                                     | 0,13 %                                  | 0,13 %                                   | 307                                     | 0,15 %                                  | 0,15 %                                   | 234                                     |                                         |                                          |
| Ouzbeks                                          | Ouzbeks                                          |                                         |                                         | 48                                      | 0,03 %                                  | 85                                      | 0,04 %                                  | 149                                     | 0,07 %                                  | 0,07 %                                   | 262                                     | 0,13 %                                  | 0,13 %                                   | 204                                     |                                         |                                          |
| Kirghizes                                        | Kirghizes                                        |                                         |                                         | 9                                       | 0,01 %                                  | 71                                      | 0,04 %                                  | 163                                     | 0,08 %                                  | 0,08 %                                   | 238                                     | 0,12 %                                  | 0,12 %                                   | 222                                     |                                         |                                          |
| Biélorusses                                      | Biélorusses                                      | 351                                     | 0,22 %                                  | 349                                     | 0,20 %                                  | 367                                     | 0,19 %                                  | 300                                     | 0,15 %                                  | 0,15 %                                   | 216                                     | 0,10 %                                  | 0,11 %                                   | 107                                     |                                         |                                          |
| Touvains                                         | Touvains                                         |                                         |                                         | 32                                      | 0,02 %                                  | 65                                      | 0,03 %                                  | 22                                      | 0,01 %                                  | 0,01 %                                   | 158                                     | 0,08 %                                  | 0,08 %                                   | 116                                     |                                         |                                          |
| Moldaves                                         | Moldaves                                         | 35                                      | 0,02 %                                  | 85                                      | 0,05 %                                  | 174                                     | 0,09 %                                  | 179                                     | 0,09 %                                  | 0,09 %                                   | 148                                     | 0,07 %                                  | 0,07 %                                   | 97                                      |                                         |                                          |
| Coréens                                          | Coréens                                          | 27                                      | 0,02 %                                  | 42                                      | 0,02 %                                  | 65                                      | 0,03 %                                  | 128                                     | 0,06 %                                  | 0,06 %                                   | 144                                     | 0,07 %                                  | 0,07 %                                   | 105                                     |                                         |                                          |
| Tadjiks                                          | Tadjiks                                          |                                         |                                         | 102                                     | 0,06 %                                  | 23                                      | 0,01 %                                  | 84                                      | 0,04 %                                  | 0,04 %                                   | 123                                     | 0,06 %                                  | 0,06 %                                   | 96                                      |                                         |                                          |
| Géorgiens                                        | Géorgiens                                        |                                         |                                         | 89                                      | 0,05 %                                  | 198                                     | 0,10 %                                  | 127                                     | 0,06 %                                  | 0,06 %                                   | 99                                      | 0,05 %                                  | 0,05 %                                   | 67                                      |                                         |                                          |
| Chors                                            | Chors                                            | 66                                      | 0,04 %                                  | 120                                     | 0,07 %                                  | 159                                     | 0,08 %                                  | 141                                     | 0,07 %                                  | 0,07 %                                   | 87                                      | 0,04 %                                  | 0,04 %                                   | 91                                      |                                         |                                          |
| Tchouvaches                                      | Tchouvaches                                      | 80                                      | 0,05 %                                  | 104                                     | 0,06 %                                  | 127                                     | 0,07 %                                  | 103                                     | 0,05 %                                  | 0,05 %                                   | 83                                      | 0,04 %                                  | 0,04 %                                   | 49                                      |                                         |                                          |
| Mordves                                          | Mordves                                          | 335                                     | 0,21 %                                  | 142                                     | 0,08 %                                  | 142                                     | 0,07 %                                  | 81                                      | 0,04 %                                  | 0,04 %                                   | 68                                      | 0,03 %                                  | 0,03 %                                   | 37                                      |                                         |                                          |
| Roms                                             | Roms                                             | 220                                     | 0,14 %                                  | 134                                     | 0,08 %                                  | 114                                     | 0,06 %                                  | 56                                      | 0,03 %                                  | 0,03 %                                   | 65                                      | 0,03 %                                  | 0,03 %                                   |                                         |                                         |                                          |
| Bouriates                                        | Bouriates                                        | 60                                      | 0,04 %                                  | 17                                      | 0,01 %                                  | 23                                      | 0,01 %                                  | 43                                      | 0,02 %                                  | 0,02 %                                   | 64                                      | 0,03 %                                  | 0,03 %                                   | 83                                      |                                         |                                          |
| Oudmourtes                                       | Oudmourtes                                       |                                         |                                         | 61                                      | 0,04 %                                  | 75                                      | 0,04 %                                  | 60                                      | 0,03 %                                  | 0,03 %                                   | 51                                      | 0,02 %                                  | 0,03 %                                   | 29                                      |                                         |                                          |
| Téléoutes                                        | Téléoutes                                        | Inclus aux Altaïens                     | Inclus aux Altaïens                     | Inclus aux Altaïens                     | Inclus aux Altaïens                     | Inclus aux Altaïens                     | Inclus aux Altaïens                     | 32                                      | 0,02 %                                  | 0,02 %                                   | 37                                      | 0,02 %                                  | 0,02 %                                   | 51                                      |                                         |                                          |
| autres                                           | autres                                           | 727                                     | 0,46 %                                  | 554                                     | 0,32 %                                  | 858                                     | 0,45 %                                  | 1248                                    | 0,61 %                                  | 0,62 %                                   | 137                                     | 0,07 %                                  | 0,07 %                                   | 1857                                    |                                         |                                          |
| Ethnie indiquée                                  | Ethnie indiquée                                  | 157160                                  | 100.00%                                 | 172039                                  | 100.00%                                 | 190831                                  | 100.00%                                 | 202559                                  | 99,81 %                                 | 100%                                     | 202736                                  | 98,34 %                                 | 100.00%                                  | 197 888                                 |                                         |                                          |
| n'a pas indiqué l'ethnie                         | n'a pas indiqué l'ethnie                         | 1                                       | 0,00 %                                  | 1                                       | 0,00 %                                  | 0                                       | 0,00 %                                  | 388                                     | 0,19 %                                  |                                          | 3432                                    | 1,66 %                                  |                                          | 14822                                   |                                         |                                          |

### Langues
Le russe est de loin la langue la plus parlée de la république de l'Altaï, avec 93,35 % de la population la maîtrisant. La langue est parlée au quotidien par 86,6 % de la population, et elle est autant pratiquée en ville qu'à la campagne. Elle est l'une des deux langues officielles de la république, ainsi que la lingua franca, utilisée par le gouvernement et la presse dans leurs communications.
La seconde langue officielle est l'altaï, langue native de la région et parlée par sa population altaïenne. Environ 28 % de la population a une maîtrise de la langue, et 26 % de la population l'utilise au quotidien. Elle est plus utilisée à la campagne qu'en ville. Alors qu'en ville, 20 % de la population est capable de la parler, ce chiffre monte à 32 % dans les zones rurales.
Dans le raïon de Koch-Agatch, le kazakh a le statut de langue officielle, tout comme l'altaï et le russe. À l'échelle de la république, il est parlé par 5,48 % de la population, et par 6 % de la population rurale.
| Nombre de locuteurs des principales langues en 2021 (pop totale) | Nombre de locuteurs des principales langues en 2021 (pop totale) | Nombre de locuteurs des principales langues en 2021 (pop totale) |
| Langue                                                           | Totale                                                           | Au quotidien                                                     |
| ---------------------------------------------------------------- | ---------------------------------------------------------------- | ---------------------------------------------------------------- |
| Total pop.                                                       | 210 924                                                          |                                                                  |
| ayant indiqué                                                    | 199 514                                                          |                                                                  |
| n'ayant pas indiqué                                              | 11 410                                                           |                                                                  |
| Russe                                                            | 196 890                                                          | 183 082                                                          |
| Altaï                                                            | 60 130                                                           | 56 694                                                           |
| Kazakh                                                           | 11 560                                                           | 10 484                                                           |
| Anglais                                                          | 6 208                                                            | 1 800                                                            |
| Allemand                                                         | 1 632                                                            | 325                                                              |
| Touba                                                            | 513                                                              | 338                                                              |

| Nombre de locuteurs des principales langues en 2021 (pop urbaine) | Nombre de locuteurs des principales langues en 2021 (pop urbaine) | Nombre de locuteurs des principales langues en 2021 (pop urbaine) |
| Langue                                                            | Totale                                                            | Au quotidien                                                      |
| ----------------------------------------------------------------- | ----------------------------------------------------------------- | ----------------------------------------------------------------- |
| Total pop.                                                        | 65 342                                                            |                                                                   |
| ayant indiqué                                                     | 58 510                                                            |                                                                   |
| n'ayant pas indiqué                                               | 6 832                                                             |                                                                   |
| Russe                                                             | 58 180                                                            | 57 353                                                            |
| Altaï                                                             | 13 325                                                            | 12 287                                                            |
| Kazakh                                                            | 1 505                                                             | 1 256                                                             |
| Anglais                                                           | 3 314                                                             | 1 034                                                             |
| Allemand                                                          | 866                                                               | 202                                                               |
| Touba                                                             | 74                                                                | 55                                                                |

| Nombre de locuteurs des principales langues en 2021 (pop rurale) | Nombre de locuteurs des principales langues en 2021 (pop rurale) | Nombre de locuteurs des principales langues en 2021 (pop rurale) |
| Langue                                                           | Totale                                                           | Au quotidien                                                     |
| ---------------------------------------------------------------- | ---------------------------------------------------------------- | ---------------------------------------------------------------- |
| Total pop.                                                       | 145 582                                                          |                                                                  |
| ayant indiqué                                                    | 141 004                                                          |                                                                  |
| n'ayant pas indiqué                                              | 4578                                                             |                                                                  |
| Russe                                                            | 138 710                                                          | 125 729                                                          |
| Altaï                                                            | 46 805                                                           | 44 407                                                           |
| Kazakh                                                           | 10 055                                                           | 9 228                                                            |
| Anglais                                                          | 2 894                                                            | 766                                                              |
| Allemand                                                         | 766                                                              | 123                                                              |
| Touba                                                            | 439                                                              | 283                                                              |

### Religion
Religions de l'Altaï (2012),
- Russe orthodoxe (27,6 %)
- Néopaganisme et Tengrisme (13 %)
- Islam (6 %)
- Christianisme non affilié (3 %)
- Hindouisme (2 %)
- Orthodoxes vieux-croyants (1 %)
- Protestantisme (1 %)
- Spirituel mais non religieux (25 %)
- Athéisme et Irréligion (14 %)
- autres et non déclarés (7,4 %)

Selon l'enquête officielle de 2012, 27,6 % de la population adhèrent à l'Église orthodoxe russe.
Le néopaganisme slave (rodnoverie), le tengrisme et le bourkhanisme sont pratiqués par 13 % de la population.
L'islam compte 6 % d'adeptes et l'hindouisme 2 %.
La religion traditionnelle des Altaïens est le chamanisme tengriste.
Les Russes pratiquent principalement le christianisme russe orthodoxe, le néopaganisme slave rodnoverie mais aussi l'hindouisme.
Les Kazakhs sont le plus souvent musulmans.
Le bouddhisme tibétain a commencé à se diffuser à partir de la Mongolie et de la république de Touva.
De 1904 à 1930, un nouveau mouvement religieux nommé bourkhanisme (ou Ak Jang, la "foi blanche") a été popularisé parmi les Altaïens. Cette religion originaire de l'Altaï souligne l’aspect "blanc" de la pratique chamanique. Le bourkhanisme reste une composante importante de la conscience nationale altaïenne.